# Смута (игра)
«Сму́та» — компьютерная игра в жанре action/RPG от третьего лица, разработанная российской игровой студией Cyberia Nova. Выход игры состоялся 4 апреля 2024 года.

## Игровой процесс
Игра представлена в жанре action/RPG с перспективой обзора от третьего лица.
Персонажу игрока предстоит исследовать территории Московской Руси, выполнять задания и участвовать в сражениях. Так как действие происходит во времена Смуты, — периода в истории России с 1598 года по 1613 год, ознаменованный стихийными бедствиями и внешней интервенцией, а также гражданской, русско-польской и русско-шведской войнами, — то игроку предстоит участвовать в сражении с соответствующими врагами.
В игре есть следующие персонажи, которыми можно управлять: разбойник, крестьянин, князь и скоморох. Будучи скоморохом, можно кидать в противников метательные бомбы. В ходе кампании игрок может соревноваться в силе и военном опыте с различными положительными персонажами, например, с воеводой Григорием.
В качестве врагов представлены поляки, разбойники, «лихоимцы», шиши и отряды наёмников, а также некоторые дикие звери, например, волки. Кроме того, конфликты будут возникать и с представителями других русских фракций (авторами была обещана возможность договориться с ними, избежав сражений).

## Сюжет

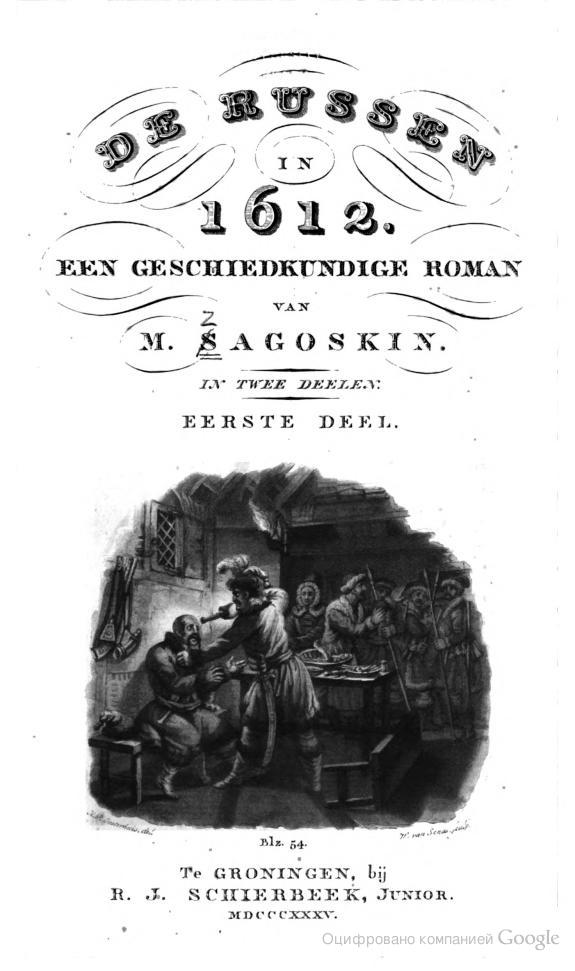
Книга «Юрий Милославский, или Русские в 1612 году», ставшая основой сюжета «Смуты»

Действие игры разворачивается в 1612 году, во времена Смуты. Сюжет основан на романе Михаила Загоскина «Юрий Милославский, или Русские в 1612 году», но, как отмечали разработчики, «сценарий игры будет более динамичен, чем литературный первоисточник».

## История разработки
Идея разработки «Смуты» родилась у Алексея Копцева в 2020 году. Изначально разработчики ориентировались на игры в стиле Dynasty Warriors, но от данной концепции было решено отказаться и сделать акцент на историческом аспекте. В качестве источника вдохновения Cyberia Nova выбрала роман «Юрий Милославский, или Русские в 1612 году». Пре-производство шло полтора года на собственные средства, сотрудники студии ездили в различные музеи, изучали документы и создавали первые концепты. На раннем этапе была сформулирована главная задача проекта — заинтересовать молодую аудиторию в изучении истории России. В качестве игрового движка был выбран Unreal Engine 5 из-за его технологических возможностей.
23 мая 2022 года стало известно, что «Институт развития интернета» — спонсируемая государством РФ с помощью грантов на договорной основе организация — выделил 260 миллионов рублей разработчикам Cyberia Limited на разработку игры «Смута». Спустя некоторое время в сети был опубликован документ, датированный 2020 годом. В нём присутствовала информация о том, что разработчики были вдохновлены играми «Ведьмак 3: Дикая Охота», Assassin’s Creed и Ghost of Tsushima. 4 июня 2022 года сайт игры перестал работать, разработчики готовили ребрендинг. Спустя некоторое время было сообщено, что компания сменила название с Cyberia Limited на Cyberia Nova, а также создала VK-группу студии. 11 июня 2022 года разработчики запустили сайт-«заглушку», а также пообещали показать новые кадры геймплея. 28 июля 2022 года были продемонстрированы первые игровые анимации, концепт-арты и модели оружия, а 23 ноября было опубликовано видео игрового процесса «Смуты», предназначенное для закрытой демонстрации работы над проектом.
10 февраля 2023 года поступила новость о том, что «Институт развития интернета» собирается вновь вкладывать деньги в разработку игры. Сообщалось, что «Смута» будет продаваться в VK Play, однако сами разработчики эту информацию не комментировали. 21 февраля 2023 года разработчики выложили трейлер, который был показан во время новостного шоу «Навигатора игрового мира» с ведущим Борисом Репетуром. В интервью РБК от 5 июня 2023 года Алексей Гореславский рассказал, что на разработку игры уже выделено около 490 миллионов рублей; релиз предварительно запланирован на начало 2024 года. 7 июня 2023 года стало известно, что разработчики намерены продавать игру в VK Play; предусмотрено 100 кат-сцен, но «не будет открытого мира». Создатели не сравнивают «Смуту» ни с какой другой игрой, включая Kingdom Come: Deliverance. 21 августа 2023 года разработчики сообщили, что в студии работают 75 специалистов и фрилансеров. Руководитель «Смуты» Алексей Копцев заявил, что «игра рассчитана на молодую аудиторию» и «может быть интересна людям из разных стран», в первую очередь за счёт «очень колоритной» картинки и яркой любовной линии. Копцев утверждает, что в разработке игры участвуют «совершенно легендарные люди», которые участвовали в создании «Аллодов» и «Дальнобойщиков». 1 сентября 2023 года студия опубликовала третий дневник разработчиков, в котором показала процесс создания моделей персонажей на отдельных этапах разработки. 22 сентября 2023 года Cyberia Nova показала локации «Тёмный Стан», «Сказочный лес» и лагерь ополчения под Москвой, а также сообщила, что игра будет выпущена в феврале 2024 года. 28 сентября 2023 года стало известно, что российские видеоблогеры Клим Жуков и Дмитрий Пучков в сотрудничестве с «Институтом развития интернета» и студией Cyberia Nova выпустят «исторический цикл „Смутное время“». Жуков отмечал, что никак не участвовал в разработке игры. 12 октября 2023 года разработчики опубликовали геймплейный тизер и подчеркнули, что они «всё ещё работают над боевой системой и анимациями». 4 ноября 2023 года был открыт предзаказ игры в VK Play. 21 декабря 2023 года разработчики открыли предзаказы за рубежом для русскоязычной версии игры. Для покупки необходима учётная запись VK Play и карта российского банка; также игру можно получить в подарок от друзей и родственников.
29 января 2024 дата выхода игры была перенесена с 26 февраля на 4 апреля. 16 февраля 2024 года разработчики впервые показали геймплей проекта. 30 марта 2024 года вышла пробная версия игры под названием «Смутное время». Релиз игры, как и было обещано, состоялся 4 апреля 2024 года. Создатели анонсировали выпуск обновлений и улучшений, на 2025 год планируется большое дополнение «Земский собор». 19 июля 2024 года «Коммерсантъ» сообщил, что «Институт развития интернета» выделил Cyberia Nova субсидию в размере до 100 миллионов рублей на разработку дополнения — расширенного образовательного режима «Смутное время» с Нижним Новгородом и Ярославлем. При этом отмечалось, что дальнейшее появление загружаемого контента будет зависеть от того, насколько успешными окажутся продажи игры. 15 октября 2024 года было объявлено, что «Смута» получит новое озвучивание с изменениями в сценарии и диалогах, запись будет проходить на студии компании «Бука». 18 октября 2024 года Cyberia Nova анонсировала партнёрство с создателями визуальной новеллы для Android и iOS — «Смута: Зов сердца», где среди персонажей присутствуют Юрий Милославский и Кирша, которые встретятся с главной героиней и помогут ей в приключениях; действие происходит в одно время с игрой, выпуск состоялся 4 ноября 2024 года. В тот же день вышло четвёртое образовательное дополнение «Смутное время: Белый город», которое компания предлагает включить наряду с остальными (Москва, Нижний Новгород, Ярославль) в школьную и вузовскую программы по изучению отечественной истории. Алексей Копцев подчеркнул, что обновлений больше не будет, потому что игра доработана полностью. 27 ноября 2024 года была достигнута отметка в 1 миллион загрузок «Смуты» и учебных приложений на VK Play и официальном сайте. Таким образом выполнено одно из главных условий государственного финансирования. 
18 февраля 2025 года состоялся выход итогового масштабного обновления для «Смуты», после чего Cyberia Nova сосредоточится на разработке продолжения серии, сохраняя техническую поддержку текущей версии игры. Дополнение «Земский собор» длится пять-семь часов, разработка велась с лета 2024 года. Главным героем является казак Кирша, друг и соратник Юрия Милославского, втянутый в политическую борьбу между группировками за кандидата на русский престол. В сюжете также присутствует любовная история. Игровой процесс основан на базовых механиках, но содержит ряд качественных изменений, переходя от повествования к шпионскому экшен-детективу. Логику некоторых реакций определяет искусственный интеллект. При этом определённые сюжетные моменты могут отличаться от реальных событий, намеренные преувеличения и упущенные детали необходимы, чтобы сделать повествование динамичным и интересным. Таким образом игроки сами решат, верить ненадёжному рассказу Кирши или обратиться к литературе. С точки зрения креативного директора Сергея Русских, подобный приём позволяет решить проблему баланса между исторической точностью и художественным повествованием. Копцев в интервью App2Top положительно оценил боевую систему со всеми дополнениями и согласился с тем, что коммуникацию с аудиторией следовало выстраивать не только после релиза, но и на стадии разработки, предметно рассматривая комментарии и предложения. К созданию сиквела в студии приступило свыше 70 сотрудников, что больше по сравнению с прошлым годом, когда было 62 человека. На вопрос о возможном росте продаж после выпуска финального обновления, руководитель ответил так: «Результативная доработка — вопрос профессионализма, а не коммерции в чистом виде». Он также сказал, что значительный и крайне важный проект возлагает на команду дополнительную ответственность, «ведь теперь нет права на ошибку. Сослаться на экзотичность сеттинга или сложность механик уже не получится». Гореславский уточнил, что «Институт развития интернета» поддерживал также образовательные дополнения к «Смуте», поскольку студия была готова «к возможным рискам», но с 2026 года из-за санкций Европейского союза принято решение скрывать финансирование организацией некоторых отечественных компьютерных игр — победителей конкурса национального контента 2024 года, которые работают с зарубежными площадками, в том числе Steam, и ориентированы на мировой рынок. 16 мая 2025 года продюсер Андрей Белов сообщил, что при поддержке «Института развития интернета» и «Всероссийского казачьего общества» готовится образовательный проект «Смутное время: Казачий круг», который позволит раскрыть роль казаков в истории России и подготовить игроков к релизу «Земского собора». Боевая система в дополнении была переработана и основана на хитрости и скрытности, в отличие от прямолинейного прохождения в «Смуте», также появятся детективные механики для раскрытия интриг и тайн эпохи. Разработчики изменили подход к диалогам главных и второстепенных персонажей, сделав их динамичнее, а окружение более интерактивным. «Земский собор» уже не как дополнение, а полноценное продолжение в жанре приключенческого экшена выйдет 4 ноября 2025 года в VK Play. Стоимость разработки оценивается в 280 миллионов рублей.

### Утечка сборки игры
15 мая 2023 года на сайте DTF было опубликовано видео игрового процесса. По словам пользователя, это была ранняя сборка «Смуты». 22 мая 2023 года игровому порталу «Игромания» были продемонстрированы ещё 18 минут геймплея, были показаны карта игры, изучение локаций и сражений. 26 мая 2023 года автор публикации заявил об утечке полного билда. На телеканале «РЕН ТВ» геймдизайнер Алексей Копцев сообщил, что компания не имеет к этому отношения.

### Костюмы и оружие
30 мая 2023 года разработчики выложили первый дневник о разработке игры. Разработчики сообщили, что в проекте участвуют исторические консультанты, которые помогают воспроизвести эпоху, в которой развернутся события игры. Главным историческим консультантом выступил Тимофей Шевяков, бывший главный редактор агентства «АнтиНАТО». Разработчики рассказали, что в 17 веке использовалось и иностранное оружие, а кафтаны стрелецких приказов были разнообразных цветов, и можно было понять по цвету кафтана, к какому приказу относится человек.

### Проблема выпуска
Изначально разработчики допускали возможность выпуска игры на PlayStation 5, PlayStation 4, Xbox One и Xbox Series X/S, отмечая, что непонятно, как попасть на цифровые площадки «платформодержателей». Позднее было заявлено, что версии для консолей не будет. Игра доступна только в VK Play, продажи в других цифровых магазинах не планируются. 4 ноября 2024 года Алексей Копцев сказал, что «есть запрос поиграть в „Смуту“ на приставках, но пока этого сделать не получится из-за санкций».

## Критика

### До релиза
Львиную долю критики проект получил на старте, после новостей о релизе — пользователям показали концепт-арты сомнительного качества и указали бюджет господдержки — 260 млн рублей. Так, комментаторы DTF высмеяли качество концепт-артов и их сравнение с «Ведьмаком», а издание iXBT Games предположило, что игра может обернуться полным провалом из-за неправильного позиционирования игры и больших амбиций при маленьком бюджете.

4 июня 2022 года сайт игры перестал работать. Вместо этого на сайте появились мемы об игре, а также объявление о новом сайте про игру. Некоторые игроки предположили, что разработчики «сбежали» с деньгами, которые им дал «Институт развития интернета». 21 августа 2023 года Алексей Копцев в PlayPort Fest 2023 рассказал о щите из концепт-артов, который упоминается в документе 2020 года (некоторые игроки неоднозначно оценили дизайн щита):
С этим щитом очень смешная история. В чём моя мысль заключалась? Что такое начало XVII века? Это время, когда холодное оружие ещё не ушло, в прошлое не кануло, а огнестрельное оружие уже начинает использоваться. И вот этот образ этого тарча, этого щита, он ярко это дело иллюстрировал. Мы, собственно говоря, брали с гравюр, которые в Оружейной палате у нас находятся. И здесь никакого идиотизма-то и нету по большому счёту. Ну да, такие редко использовались. Да, это мог быть щит не российского производства, а какого-нибудь голландского. Он использовался для того, чтобы в какие-то укреплённые норы засовывать руку и отстреливать там супостата. Тем не менее никакой шизофрении тут нету
Дополнительный скепсис российских геймеров вызывали сравнения с «Ведьмаком» вкупе с заявленной датой релиза и отсутствием в портфолио разработчиков видеоигр. В феврале 2023 года появилась информация о выделении дополнительных средств из госбюджета — сумма не называлась, но отмечалось, что она «сопоставима с первым траншем».
19 ноября 2023 года YouTube-канал издания iXBT.com выпустил получасовой видеоролик «СМУТА. Отменяем предзаказы», в котором говорят о предзаказах, игре и разработчиках. Один из авторов канала, Виталий Казунов, раскритиковал скриншот боевого процесса со словами «Анти Пшек Комбо» и назвал игру сиквелом «Русы против ящеров».

#### Реакция СМИ
Некоторым СМИ из других стран не понравился сюжет игры. К примеру, польские средства массовой информации обвинили разработчиков в «пропаганде», а также назвали игру «сырой с большим бюджетом». Planeta Gracza обвинила разработчиков в создании «антипольской игры с многомиллионным бюджетом». 24 января 2024 года Алексей Копцев, руководитель разработки игры, сообщил, что игра не будет ни «антипольской», ни «антишведской», ни «антигерманской».

#### Цензура в социальных сетях
С февраля 2024 года в сообществе разработчиков в социальной сети VK начали действовать новые правила, согласно которым пользователям запрещалось оставлять комментарии с вопросами о наличии геймплея, а также оставлять комментарии, оскорбляющих команду или кого-то из разработчиков лично. Некоторые пользователи были заблокированы за вопросы о показе игрового процесса.

### После выхода игры
| Сводный рейтинг       | Сводный рейтинг |
| Агрегатор             | Оценка          |
| --------------------- | --------------- |
| «Критиканство»        | 29/100          |
| Русскоязычные издания |                 |
| Издание               | Оценка          |
| 3DNews                | 3/10            |
| GameMAG.ru            | 3/10            |
| Gametech              | без оценки      |
| PlayGround.ru         | 4,5/10          |
| StopGame.ru           | Мусор           |
| «Игромания»           | 4/10            |

Игра получила негативные отзывы критиков.
Михаил Шевкун из редакции сайта «Чемпионат» одним из плюсов назвал красивое окружение в некоторых местах. Из минусов он выделил систему сражения, стелс, пустословие в диалогах, стерильный и неинтерактивный мир. Владислав Шалганов из «Спорт-Экспресс» посчитал, что игре «подошёл бы немного другой жанр», «RPG или стратегии в реальном времени», поскольку «так удалось бы не только показать масштаб происходящего, но и максимально использовать исторические ресурсы, вплетённые в геймплей». Алексей Нимандов из редакции интернет-издания «Афиша» написал, что единственный плюс у игры — это графика. В остальном он отмечал скучный геймплей. Геннадий Сходненский из Lenta.ru, напротив, подчеркнул, что хотя «„Смута“ не идеальная игра и имеет проблемы», «как проба пера и один из первых проектов, открывающих современную AAA-индустрию в России, это весьма неплохо». Богдан Бобров из «Российской газеты», делая выводы в своём обзоре, сравнил игру с Assassin’s Creed, отметив, что последняя вышла в 2007 году, но «на голову превосходит похождения боярина Милославского по всем критериям». Экс-главред «Игромании» Александр Кузьменко отметил, что «Смута» напоминает игры 2005—2006 годов, и добавил, что создателям нужно было выбрать другой жанр, а также потратить на разработку ещё пять лет. Денис Майоров в обзоре на сайте Disgusting Men заявил, что в лучшем случае «Смуту» можно сравнить с ранней демоверсией и проверкой концепции для издателя. Разработчики выпустили «пустой неконкурентный продукт», который не дотягивает даже до минимальной планки. Рецензент считает, что никаких перспектив для российской игровой индустрии это не даёт, «а может и вовсе стать на ней пятном». GameMAG.ru вынес вердикт: «„Смута“ — это виртуальная потёмкинская деревня, которую построили только для того, чтобы отчитаться перед чиновниками. Со стороны кажется, что всё выглядит симпатично и даже работает. Но стоит прикоснуться к ней, как иллюзия разрушается». «Игромания» включила игру в список разочарований 2024 года.
Никита Буянов, руководитель Escape from Tarkov, считает, что «Смута» являлась попыткой, но создателям не следовало позиционировать её в формате: «Это наш „Ведьмак“». По его мнению, игру нужно было спокойно запустить в бета-версии и дорабатывать. Кроме того, русское игровое сообщество в отличие от западного «не то, что ошибок не прощает, оно очень любит драму и когда у кого-то что-то не получается. Вот если у тебя что-то получилось, никто этого обсуждать не будет. А когда у тебя что-то не получилось, это замечательный повод везде про это сказать». Ян Шевченко, основатель GD Forge и Fair Games Studio, полагает, что создание крупных игр в России с помощью гранта — «сомнительная дорожка, потому что мы знаем продажи „Смуты“. Количество денег, которые дали на вход и которые были на выходе, сильно отличается. Это не бизнес, а благотворительность государственная».
Депутаты Государственной Думы РФ прокомментировали выпуск «Смуты» неоднозначно: Антон Горелкин сказал, что это «первый пробный шаг построения нового российского гейминга», основной целью игры стало желание «пробудить интерес к русской истории среди молодёжи». В то же время он сомневается, что «Смуту» будут продавать на Западе из-за образа России и её патриотов, сражавшихся с интервентами. Горелкин полагает, что «нашим информационным противникам не нравятся как нарративы, которые заложены в „Смуту“, так и активность государства по выстраиванию взаимоотношений с разработчиками игр». Напротив, Виталий Милонов раскритиковал игру, назвав халтурой. Депутат считает, что государство должно потребовать отчёта за потраченные 500 миллионов рублей, выделенных на разработку, а низкий уровень качества, с точки зрения Милонова, свидетельствует о вербовке создателей польскими спецслужбами. Директор «Института развития интернета» Алексей Гореславский ответил, что деньги выдавались на безвозвратной основе и «сам факт создания отечественного продукта уже является достижением». По его словам, в Институте впервые столкнулись с массовыми нападками на игру с использованием ботов и «совершенно явной атакой со стороны либерально-оппозиционных СМИ».
Клим Жуков в разговоре с «Известиями» сказал, что «Смута» является самостоятельным произведением и соответствие роману Загоскина нужно искать в реальной истории, реконструировать которую «на 100 % даже в таком виртуальном виде» непросто, поскольку «научные знания всегда обновляются». В статье для «ФедералПресс» Жуков отметил скрупулёзное внимание разработчиков к костюмам, зданиям, оружию, доспехам и прочей материальной культуре Восточной Европы и России начала XVII века. По его мнению, в пропагандистско-образовательном смысле это плюс. Графика хорошая, но частота обновления кадров вызывает вопросы. Сюжет не учитывает мировой опыт игр в жанре RPG, он строго линейный, без ответвления, что является недостатком по меркам 2024 года. Школьники, на которых рассчитан выпуск, неизбежно будут сравнивать «Смуту» с другими образцами. Для них главное, чтобы было интересно. В отличие от «Ведьмака 3», здесь нет многочисленных побочных квестов и открытого мира. Невозможно улучшать доспехи, создавать оружие, покупать его в продвинутом виде. Ключевые проблемы повествования — книга Загоскина, изданная при Николае I, не прошла проверку временем и не годится для современного читателя, а Милославские на самом деле являлись знатным родом, поэтому герой не мог служить у неизвестного боярина Кручины. Жуков назвал данный подход «полным непониманием вообще истории Отечества», которое не могло сложиться у пропагандиста первой трети XIX столетия, и задал вопрос: «Зачем мы идём за этим и сами подрываем основы своей работы?». Максим Драган из iXBT Games рекомендовал игрокам пройти Kingdom Come: Deliverance или «Mount & Blade. Огнём и мечом» — «они точнее передадут и быт того времени, и дух эпохи, а последняя даже погрузит в исторические события после Смуты». 
Критике подверглись диалоги, озвучка и навязчивая пропаганда традиционных ценностей в игре. Так, главный герой в разговоре с наёмным немцем обсуждает транс-персон и в провокативной манере утверждает, что в его стране нет женщин, а есть только «переодетые мужики», а один из персонажей заявляет, что люди должны, при необходимости, заложить жён и детей ради нужд российской армии. Последнее высказывание отсылает к Кузьме Минину: «Православные люди, похотим помочь Московскому государству, не пожалеем животов наших, да не токма животов — дворы свои продадим, жён, детей заложим и будем бить челом, чтоб кто-нибудь стал у нас начальником».
Александр Малькевич, первый заместитель председателя Общественной палаты РФ, уверен, что волну негатива можно однозначно расценивать как успех «Смуты» — игра для локального рынка широко обсуждается за границей. Неконструктивную критику журналист связывает с иностранными агентами и релокантами, большинство из них, с позиции Малькевича, «даже не играли в игру, а смотрели видео себе подобных с подсвечиванием определённых недостатков…». Это напомнило ему ситуацию вокруг Atomic Heart.
Алексей Копцев, учитывая, что выпуск получил большой общественный резонанс, пришёл к следующему выводу: «Два года на разработку AA-игры — очень и очень мало. По сути, с помощью патчей, которые мы сейчас выпускаем, мы доделываем наш проект». Сложность также заключалась в финансировании «Смуты» со стороны государства. Компании было необходимо уложиться в назначенные сроки — перенос релиза не допускался. Проблема заключалась и в том, что власти не учитывали специфику разработки игр, применяя к ней принципы финансирования из других отраслей. «Госсистема в целом весьма неповоротливая», — заметил Копцев. «Если в конкурс заложен регламент про два года, то никуда от этого не деться». Дмитрий Пучков, в 2025 году отвечая на вопрос о «Смуте» в рамках программы «Мы будущее. Сила смыслов», сказал, что «слабовато получилось», по его мнению, нужен серьёзный опыт, если бы у разработчиков были пять подобных выпусков, то результат мог несколько отличаться от того, что делалось впервые. Блогер указал, что для него решение взять книгу XIX века и перенести её диалоги в игру выглядит странным: «Лично мне не очень интересно их читать и слушать. Вот просто неинтересно. Это важный момент. Никто никому не хамит, никто там никаких ярких фраз не говорит. Это, с моей точки зрения, неправильно. Ну, если не считать технической части».

## Экранизация
28 июня 2022 года стало известно, что планируется сериал по вселенной российской игры «Смута», который должен стать частью метавселенной. Продюсером сериала по «Смуте» выступил Джаник Файзиев, бывший на июнь 2022 года гендиректором Okko. Предполагалось, что выход сериала и игры состоятся в одно время. Издание «Коммерсантъ» оценивало производство сериала в 400—600 миллионов рублей.